# Hector (nuage)
Pour les articles homonymes, voir Hector (homonymie).
Hector est le nom d'un orage tropical associé à un cumulonimbus pouvant atteindre une vingtaine de kilomètres de hauteur qui, d'environ septembre à mars chaque année,, se forme pratiquement chaque jour au-dessus des îles Tiwi (Territoire du Nord, Australie) avec un maximum d'activité en début d'après-midi.

## Origine

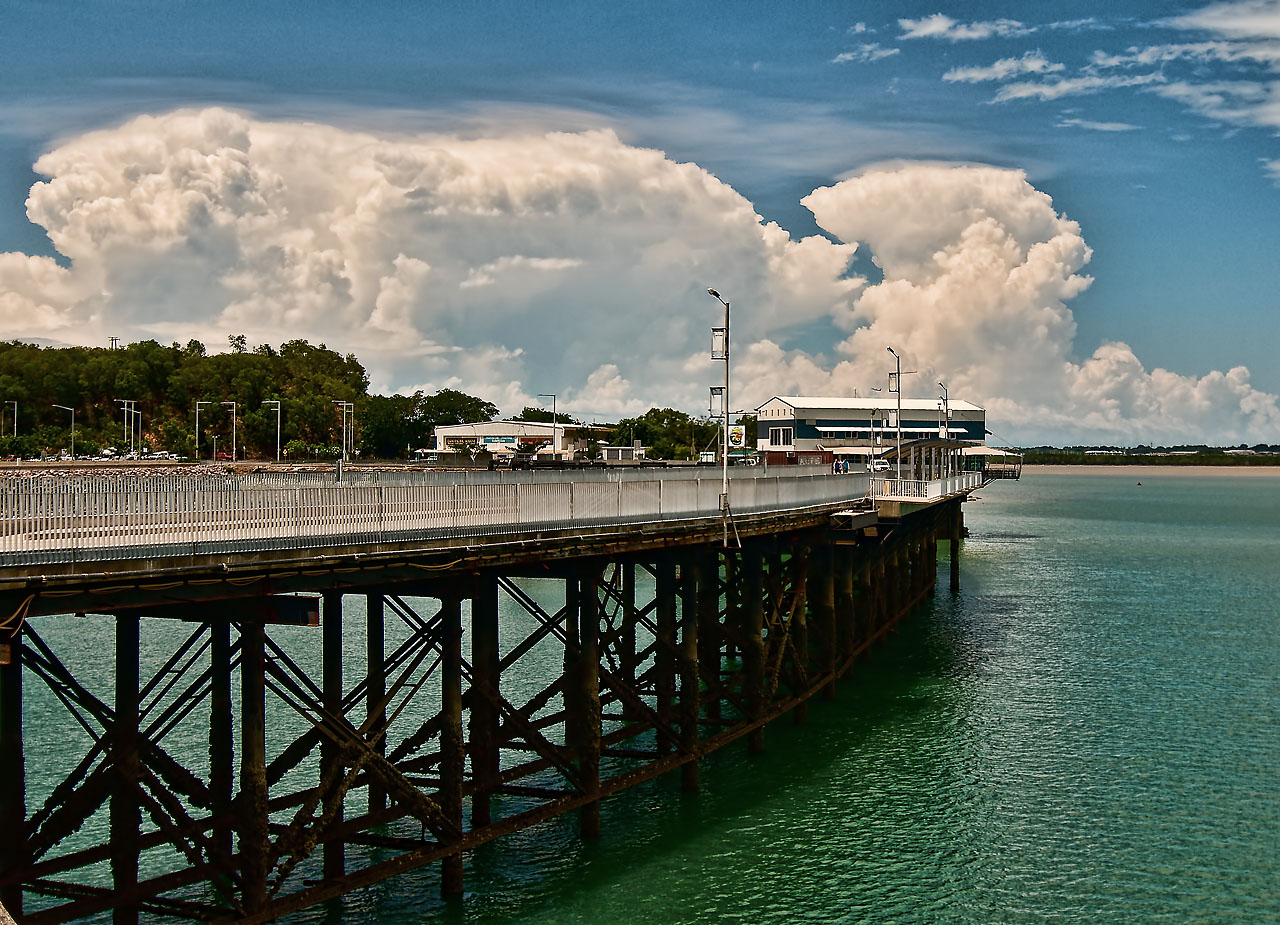
Hector vu depuis Stokes Hill Wharf.

Le phénomène doit son nom aux pilotes australiens qui, pendant la Seconde Guerre mondiale, avaient observé sa situation récurrente  qui en fait un repère de navigation pour aviateurs et marins. 
Le développement orageux naît à la frontière de plusieurs brises de mer qui se rencontrent quotidiennement entre les côtes des îles Tiwi. Hector se développe sous deux régimes de flux environnementaux distincts : par vent d'est, le développement se produit à l'extrémité ouest des îles et inversement dans un flux d'ouest. 
On a observé que les Hectors présentaient trois modes de développement distincts : développements orageux habituel, tardif et avec suppression de la convection. Les observations climatologiques des nuages par satellite ont permis de déterminer les caractéristiques atmosphériques moyennes nécessaires à chacun de ces modes de développement. Dans tous les cas l'énergie potentielle de convection disponible (EPCD) et le cisaillement des vents sont modérés mais l'humidité est élevée. Les vents de la couche sous le nuage contribuent également à sa structure. 
Hector ne se développe habituellement pas après le passage de systèmes convectifs importants (creux de mousson, une ligne de grains notamment) qui entrainent une subsidence de l'air inhibant la convection. Hector se forme tard dans la journée lorsque le cisaillement des vents est important dans l'environnement.

## Études du phénomène
Depuis la fin des années 1980, l'orage a fait l'objet de nombreuses études météorologiques, tant pour ses caractéristiques particulières que pour l'étude générale des orages, en raison de sa régularité,,.
Le taux de foudre et la force du courant ascendant sont des aspects si notables d'Hector qu'il a fait l'objet d'un reportage  du National Geographic dans les années 1990. Y étaient également mentionnés plusieurs cas de tornades générées par l'orage.